# Паршина, Алёна Сергеевна
Алёна Сергеевна Паршина (род. 26 января 1999 года) — российская пловчиха в ластах, мастер спорта России (2016).

## Карьера
В 2005-15 годах занималась плаванием, с февраля 2015 года переходит в учебно-спортивный центр им. Шевелева на отделение подводного спорта, где тренируется у Ю. А. Поздеевой.
С первенства мира 2016 года привезла золото (50 м, апноэ) и серебро (100 м). Приказом министра спорта № 130-нг от 29 августа 2016 года. Алёне было присвоено спортивное звание «мастер спорта России».
С чемпионата мира 2018 года привезла «золото», которое получила за участие в предварительных заплывах в женской эстафете 4х200 метров.
На чемпионате Европы 2019 года завоевала 7 медалей, в том числе 5 — золотых.
В 2017 году поступила на факультет физической культуры Томского государственного университета.